# 張冕 (嘉靖壬辰進士)
張冕（1504年—？），字服周，号勝溪，山西汾州孝義縣人，軍籍。明朝政治人物。同进士出身。

## 生平
治《書經》，辛卯山西鄉試第二十七名舉人，年二十九歲中式嘉靖十一年（1532年）壬辰科會試一百十三名，廷试二甲第九名進士。觀刑部政，授户部主事，升员外郎，出为河南按察司佥事，升本省布政司右参议，遷山東按察司副使、兵备密雲。嘉靖二十年十二月因涉兵部右侍郎胡守中案，被令冠帶閑住。

## 家族
曾祖张九隆。祖父张翥，義官。父张大禄，监生。母武氏，继母胡氏。弟张鞶。子张问明、张问达。